# Maxime Verhagen
Maxime Jacques Marcel Verhagen (Maastricht, 14 de setembre de 1956) és un expolític neerlandès del partit Crida Demòcrata Cristiana (CDA). Entre el 22 de febrer de 2007 i el 14 d'octubre de 2010 fou Ministre d'Afers Exteriors del govern Balkenende IV i entre el 14 d'octubre de 2010 i el 5 de novembre de 2010 fou Ministre d'Economia i Agricultura, així com Viceprimer Ministre del govern Rutte I.

## Biografia
Verhagen va estudiar durant 11 anys història contemporània a la Universitat de Leiden. Al principi del seu càrrec fou assistent del grup parlamentari de la CDA a la Tweede Kamer i membre del consell municipal d'Oegstgeest. Des del 1989 fins al 1994 va ser eurodiputat. El 27 de maig de 1994 va esdevenir membre de la Tweede Kamer i des de l'11 de juliol de 2002 el líder del grup parlamentari. Després de les Eleccions legislatives neerlandeses de 2006 va transferir el càrrec a Jan Peter Balkenende.
Ara després del seu càrrec polític esdevindrà conseller del grup industrial VDL, així com ambaixador, lobbyista i conseller de la Província de Limburg.

## Premis
- Gran Oficial de l'Orde de Bernardo O'Higgins (Xile, 2007)
- Orde del Merit, en or (Països Baixos, 2010)[2]
- Oficial de l'Orde d'Orange-Nassau (Països Baixos, 2012)[3]